# Wyścigowe Mistrzostwa Węgier 1984
1984 – sezon wyścigowych mistrzostw Węgier.